# Romagny (Manche)
Romagny – miejscowość i dawna gmina we Francji, w regionie Kraj Loary, w departamencie Maine i Loara. W 2013 roku jej populacja wynosiła 1064 mieszkańców. 
W dniu 1 stycznia 2016 roku z połączenia dwóch ówczesnych gmin – Fontenay oraz Romagny – utworzono nową gminę Romagny-Fontenay. Siedzibą gminy została miejscowość Romagny. 